# Lista de judocas com a graduação de 10º Dan
Este artigo traz uma lista com todas as pessoas graduadas com 10º Dan do Judô, que é a máxima graduação desta arte marcial. Apenas quinze pessoas foram promovidas ao 10º Dan pelo Kōdōkan. Doze foram promovidos entre 1935 e 1984. Os outros três foram promovidos juntos em 8 de janeiro de 2006, e eles são os únicos detentores do 10º Dan vivos reconhecidos pelo Kōdōkan.
Outros judocas foram promovidos ao 10º Dan pela International Japan Federation (IJF), embora não sejam reconhecidos pelo Kōdōkan, que não reconhece outras notas além das suas. Algumas associações nacionais (países), sindicatos continentais e órgãos independentes (muitas vezes com vários estilos) também promovem judocas ao 10º Dan.
Importante lembrar que é incorreto acreditar que Jigoro Kano, o criador do Judô, possuía graduação. Há diversas páginas na internet atribuindo 10º dan, 11º e até 12º dan a Kano. Quem promovia os praticantes de Judô era ele, não faz sentido o criador da arte se autograduar, ou pior ainda, ser graduado pelos seus alunos.

## Homens

### Promovidos peloKōdōkan
- Yoshitsugu Yamashita (1865–1935) promovido ao 10º Dan em 1935, sendo a primeira pessoa a receber o 10º Dan pelo Kōdōkan. Embora ele tenha sido promovido postumamente, sua promoção foi antecipada para entrar em vigor dois dias antes de sua morte. Ele também foi um pioneiro do judô nos Estados Unidos, onde ensinou judô para o presidente Theodore Roosevelt.
- Hajime Isogai (1871–1947) promovido ao 10º Dan em 1937, sendo a primeira pessoa a receber essa honraria em vida.
- Hideichi Nagaoka (1876–1952) promovido ao 10º Dan em 1937.
- Kyūzō Mifune (1883–1965) promovido ao 10º Dan em 1945, sob a presidência de Jirō Nangō.[4]
- Kunisaburō Iizuka (1875–1958) promovido ao 10º Dan em 1946.
- Kaichirō Samura (1880–1964) promovido ao 10º Dan em 1948.
- Shotarō Tabata (1884–1950) promovido ao 10º Dan em 1948.
- Yoshitarō Okano (1885–1967) promovido ao 10º Dan em 1967.
- Matsutarō Shōriki (1885–1969) promovido ao 10º Dan em 1969. Ele também é conhecido como o pai do beisebol profissional japonês.
- Shōzō Nakano (1888–1977) promovido ao 10º Dan em 1977.
- Tamio Kurihara (1896–1979) promovido ao 10º Dan em 1979.
- Sumiyuki Kotani (1903–1991) promovido ao 10º Dan em 1984.
- Ichirō Abe (1922–2022) promovido ao 10º Dan em 8 de Janeiro de 2006, aos 83 anos. Abe foi presidente internacional da  All Nippon Judo Federation  e teve fortes ligações a nível internacional através do coaching que fez na Europa.
- Toshirō Daigo (1926–2021) promovido ao 10º Dan em 8 de Janeiro de 2006, aos 80 anos. Daigo foi duas vezes vencedor do Torneio All Nippon Judo (1951 e 1954), e ex-técnico da seleção japonesa, e até sua aposentadoria foi o Instrutor Chefe no Kōdōkan. Daigo era conhecido pelo apelido de  Sr. Kōdōkan.
- Yoshimi Ōsawa (1926–2022) promovido ao 10º Dan em 8 de Janeiro de 2006, aos 79 anos. Foi reconhecido por seu apoio ao judô feminino. Ōsawa era conhecido pelo apelido de Ushiwakamaru (Ushiwakamaru era o nome de infância de um lendário samurai do século XII que era pequeno, mas rápido.)
- Desde 2023 não há nenhum judoca japonês promovido ao 10º dan pelo Kodokan.

### Promovidos pelo International Judo Federation
- Charlie Palmer (1930–2001), IJF 10º Dan (promovido em 1996), foi o primeiro não japonês a ser Presidente da IJF. Ele foi introduzido no Hall da Fama da IJF em 8 de setembro de 2003.[5]
- Anton Geesink (1934–2010), IJF 10th Dan (promovido em 1997), foi o primeiro não japonês a vencer um Campeonato Mundial. Ele foi introduzido no Hall da Fama da IJF em 8 de setembro de 2003.[5]
- George Kerr (1937– ) IJF 10º dan (promovido em 2010).
- Yoshihirō 'Yosh' Uchida (1920–), USA Judo 10th dan, 19 de julho de 2013 - posteriormente reconhecido e reconhecido pela IJF.[6] Técnico-chefe de judô na San Jose State University por mais de 60 anos e serviu como técnico da primeira equipe olímpica de judô dos Estados Unidos nos Jogos de 1964, realizados em Tóquio
- Franco Capelletti (1938– ) IJF 10º dan (promovido em agosto de 2017). Capelletti é um ex-Diretor Técnico (1975-1988) e (2004-2008) e Vice-Presidente (2004-2016) da Federação Italiana de Judô FIJLKAM, Diretor de Esportes da EJU (1995-2003) e Presidente da IJF Kata Comissão (data de 2008). A intenção de promover Capellettti a esta categoria foi anunciada em julho de 2017, com a promoção sendo concedida em agosto de 2017 no Campeonato Mundial Sênior de Judô em Budapeste.

### Promovidos por Órgãos Nacionais ou União Continentais
- Mikinosuke Kawaishi (1899–1969) FFJDA (Federação Francesa de Judô) 10º dan[7]
- Seok Jin-gyeong (1912–1990) (seu sobrenome às vezes também é escrito  Suk ), Associação Coreana de Judô (KJA), 1990. Primeiro coreano a ser promovido ao 10º dan.
- Shin Do-Hwan (aprox. 1920–2004), KJA 10º dan, promovido aprox. 2000.
- Chae Jung Gyum Suhn Sang Nim (data de nascimento atualmente desconhecida) (seu nome também é escrito às vezes como  Lee Suhn Sang Nim ), KJA 10º dan, 20 de maio de 2007.
- Henri Courtine (1930–2021), FFJDA 10º dan (promovido em 2007).
- Jeremy L. Glick (1970–2001), USJA  Honorário  10º dan, 17 de setembro de 2008. Um comunicado à imprensa em 2011 da USJA menciona a promoção de 10º dan de George Harris como a primeira promoção do 10º dan da USJA, sugerindo que a promoção de Glick era uma promoção honorária.[8]
- Jaap Nauwelaerts de Agé (1917–2016), Federação Holandesa de Judô (JBN), 10º dan, 15 de novembro de 2008.
- Yi Bang-geun (1924–) (seu sobrenome às vezes também é escrito  Lee ), KJA 10th dan, janeiro de 2010.
- Jang Kyeong-sun (data de nascimento atualmente desconhecida) (seu nome também é escrito às vezes como  Chang Kyan Soon ), KJA 10º dan, data ou promoção desconhecida.
- George Harris (1933–2011), USJA 10º dan, 15 de janeiro de 2011. Primeiro 10º dan reconhecido pelas três maiores organizações de judô nos EUA. Alcançou o quinto lugar no Campeonato Mundial de 1956, ganhou seis campeonatos de judô da Força Aérea, quatro títulos nacionais dos EUA, duas medalhas de ouro nos Jogos Pan-americanos, representou os Estados Unidos nas Olimpíadas de 1964 e foi um dos líderes das Forças Armadas Judo Association (AFJA) que mais tarde evoluiu para a United States Judo Association (USJA), fundada em 1968.[8]
- Predefinição:EUAB Karl Geis (1933–2014), USJA 10º dan, 12 de março de 2014. Geis foi um dos fundadores da USJA. Durante o final da década de 1950 e início da década de 1960, Geis praticou no Japão, onde seu sensei de judô incluía Osawa, Daigo, Kotani, Kudo, Miyake, Kobayashi e Ushijima. Miyake Tsunako e Tomiki Kenji foram seus principais professores de Aikido, dos quais ele recebeu Rokudan diretamente de Tomiki-shihan. Após seu retorno aos EUA, ele abriu seu próprio dōjō em Houston, que dirigiu até pouco antes de sua morte em 7 de abril de 2014. Geis contribuiu para o desenvolvimento de alguns de nossos primeiros atletas olímpicos de judô dos EUA e de muitos líderes de judô americanos conhecidos.
- Massao Shinohara (1925–2020), Promovido a 10º Dan pela Confederação Brasileira de Judô em 18 de novembro de 2017.[9]
- Haruo Imamura (1933-2017), anteriormente um 8º dan Kōdōkan (desde 2000) e um 9º dan da USJF (desde 2007), foi postumamente promovido a judô 10º dan pela USJF em 12 de maio de 2018. Em 1956, Imamura era capitão do Equipe de judô de sucesso da Tenri University. Mais tarde, ele se mudou para os Estados Unidos, onde venceu o US Nationals de 1960 na divisão de -180 lbs e também ganhou o título geral de Grande Campeão.
- Jim Bregman (1941–), USJA 10º dan, 19 de janeiro de 2018. Bregman representou os EUA no judô nos Jogos Olímpicos de Tóquio em 1964, ganhando uma medalha de bronze na categoria abaixo de 60 kg. Ele recebeu seu certificado de 10 dan em 7 de julho de 2018.
- Harold E. Sharp (Estados Unidos, 4-9-1927 a 3-21-2021), Nanka 10th dan, novembro 12, 2020. A Nanka Judo Yudanshakai (SoCal Judo Association) reconhecida por Jigoro Kano em 1930, concedeu a classificação mais alta ao Sensei Harold E. Sharp 'Hal'. Conhecido mundialmente por seu livro de 1955 'The Sport of Judo' e livros subsequentes, incluindo seu mais recente 'The Road to Black Belt', Sharp Sensei foi presenteado pelo Príncipe do Japão em 1954 por grandes realizações no Japão por vencer uma competição internacional de judô, e sendo fundamental para o crescimento do judô após a Segunda Guerra Mundial, levando à sua inclusão nas Olimpíadas. A Hal Sharp Teacher's Foundation documenta seus mais de 75 anos de dedicação à divulgação da filosofia positiva do judô.
- Kyu Ha Kim (Estados Unidos, 1935–2021), USJA 10º dan, 17 de maio de 2021. Kim tinha dois anos vez Grande Campeão da Coreia do Sul no final dos anos 50, antes de se mudar para os Estados Unidos em 1960, onde se estabeleceu em Pittsburgh, PA. Ele dirigiu sua própria escola de judô e desenvolveu um grupo de estudantes de renome, incluindo Gary Goltz e foi o treinador de judô dos Estados Unidos em 1980. Ele também ensinou judô na Universidade de Pittsburgh desde 1972 .

### Promovidos por Órgãos Independentes
- Kazuo Itō (1898–1974), Kokusai Budō Renmei / IMAF, 10º dan Meijin (data da promoção desconhecida). Itō, um aluno de Mifune, também ocupou o posto de Kōdōkan 9º dan.
- Taksasue Itō (1887–1981), Kokusai Budō Renmei / IMAF, 10º dan Meijin (data da promoção desconhecida). Itō, um ex-secretário pessoal de  Jigorō Kanō, também ocupou o posto de Kōdōkan 9º dan.
- Tokuji Oshita (data de nascimento desconhecida) (em algumas fontes seu primeiro nome foi omitido e substituído pela inicial  K ), Kokusai Budō Renmei / IMAF, 10º dan Meijin (data de promoção desconhecida).
- Philip S. Porter (1925–2011), USMA 10º dan, 1º de janeiro de 2005.
- Dieter Teige (1939–), Deutsches Dan Kollegium, 10º dan, 30 de outubro de 2010. Teige, ex-presidente do Deutsches Dan Kollegium, é o primeiro alemão titular do 10º dan. A sua classificação não é reconhecida pelo órgão regulador nacional, a Federação Alemã de Judo (DJB), nem foi homologada pela Federação Internacional de Judo.
- Brian Jacks (1946–), ainda listado com seu posto oficial de judô de 8º dan desde novembro de 1994,[10] agora também está listado por uma organização britânica de artes marciais chamada World Martial Arts Conselho, como um 10º dan.[11] Nenhuma data de promoção específica foi mencionada. Brian Jacks foi o primeiro judoca a ganhar uma medalha no Campeonato Mundial pelo Reino Unido (bronze, 1967, Salt Lake City). Ele também competiu em três Jogos Olímpicos - ganhando o bronze em 1972, em Munique.

## Mulheres

### Promovidas por Corpos Governantes Nacionais
- Keiko Fukuda (1913–2013), USA Judo e USJF 10th dan (promovido em 2011),[12] Kōdōkan Joshi 9º dan.[13] Ela fazia parte de um grupo de três mulheres, incluindo também Masako Noritomi, que foram as primeiras a serem promovidas a Joshi 6º dan depois de um "teto de vidro" antes de 1972, aparentemente impediu as mulheres de receberem promoções acima de Joshi 5º dan. Fukuda também foi a primeira mulher a ser promovida a Joshi 9º dan pelo Kōdōkan e a 32ª ou 33ª pessoa no mundo a ser promovida a 10º dan no judô.[14]